# 賀拔延嗣
賀拔延嗣（?—?），河南洛阳人，唐朝官员。
曾官度支郎中、右金吾将军。景云二年（711年）四月，擔任凉州（治今甘肅省武威市）都督，再充河西节度使，這是唐代正式设置节度使官号之始。